# 274 aC
El 274 aC va ser un any del calendari romà prejulià. Durant la República i l'Imperi Romà, era conegut com a any del consolat de Dentat i Merenda (o, més rarament, any 480 ab urbe condita o de la fundació de la ciutat). L'ús del nom «274 aC» per referir-se a aquest any es remunta a l'alta edat mitjana, quan el sistema Anno Domini va ser el mètode de numeració dels anys més comú a Europa.

## Esdeveniments

### Àsia Menor. Egipte
- Antíoc I Soter, rei selèucida, afavoreix la rebel·lió de Magas, governador de Cirene, contra Ptolemeu II Filadelf. Magas es declara independent i es casa amb Apama, germana d'Antíoc. A Egipte els mercenaris gàlates es revolten, i Magas aprofita per envair el país. Però els egipcis instiguen una revolta tribal a Cirene que obliga a Magas a tornar. Aquesta rebel·lió es creu que l'organitza Arsínoe II la dona de Ptolemeu II.[2]
- S'inicia la Primera guerra síria (274-271 aC). Aprofitant una revolta a la ciutat de Selèucia de Piera, el rei d'Egipte Ptolemeu II Filadelf s'enfronta al rei selèucida Antíoc I Sòter, que pretén ampliar el seu imperi conquistant territoris de Síria i d'Anatòlia.[3]
- Mitridates I rei del Pont contracta uns mercenaris gàlates i derrota les forces que Ptolemeu II Filadelf havia enviat contra ell. Segurament era un aliat d'Antíoc I Soter.[4]

### Antiga Roma
- Aquest any són elegits cònsols Mani Curi Dentat i Servi Corneli Merenda.[5]
- Els cònsols fan la guerra contra els lucans, els samnites i els brutis.[6]
- Pirros, rei de l'Epir, marxa contra Dentat que era prop de Benevent en el marc de la Quarta guerra samnita, i decideix d'atacar abans que es pugui reunir amb el seu col·lega. Dentat no presenta batalla, i Pirros ataca el campament romà a la nit, però per un error en el camí, no arriba al campament fins que comença el dia. Sorprèn els romans, però els epirotes, cansats, van ser rebutjats, els romans maten dos elefants i en capturen altres vuit. Dentat presenta batalla a la plana i derrota completament Pirros, que torna a Tàrent. Envia peticions d'ajuda a Macedònia i Síria, però no n'obté resposta i marxa d'Itàlia. Torna a l'Epir deixant Miló de guarnició a Tàrent i abandona els grecs italians a la seva sort.[7]